# Oberea subneavei
Oberea subneavei är en skalbaggsart som beskrevs av Stefan von Breuning 1962. Oberea subneavei ingår i släktet Oberea och familjen långhorningar. Inga underarter finns listade i Catalogue of Life.